# جوستين هنري
جوستين هنري (بالإنجليزية: Justin Henry)‏ (و. 1971 – م) هو ممثل، ورائد أعمال، وممثل أفلام، وممثل تلفزيوني، من الولايات المتحدة الأمريكية، ولد في ري.

## التعليم
تعلم في كلية سكيدمور ‏.

## وصلات خارجية
- جوستين هنري على موقع IMDb (الإنجليزية)
- جوستين هنري على موقع ألو سيني (الفرنسية)
- جوستين هنري على موقع أول موفي (الإنجليزية)
- جوستين هنري على موقع قاعدة بيانات الأفلام السويدية (السويدية)
- جوستين هنري على موقع إن إن دي بي (الإنجليزية)
- جوستين هنري على موقع قاعدة بيانات الفيلم (الإنجليزية)
- جوستين هنري على موقع كينوبويسك (الروسية)